# 세이즈 더 제미니
세이즈 더 제미니 (Sage the Gemini, 1992년 6월 20일 ~ )는 미국의 힙합 가수이다. 대표곡으로 'Gas Pedal', 'Red Nose' 등이 있다.